# Angry Birds Friends
Angry Birds Friends (ook wel Angry Birds Facebook) is een computerspel in de serie Angry Birds. Het spel is ontwikkeld en uitgebracht door Rovio Entertainment. Het spel kwam in 2012 uit voor Facebook. Een jaar later volgde een versie Android, iOS en Windows Phone. In 2013 had het spel op Facebook maandelijks zo'n 10 miljoen actieve gebruikers.

## Hoofdstukken
Het spel is opgedeeld in verschillende hoofdstukken:
|   | Naam          | Levels | Datum            |
| - | ------------- | ------ | ---------------- |
| 1 | Poached Eggs  | 63     | 13 februari 2012 |
| 2 | Mighty Hoax   | 42     | 13 februari 2012 |
| 3 | Surf and Turf | 45     | 13 februari 2012 |
| 4 | Pig Tales     | 30     | 27 maart 2013    |
| 5 | Pigini Beach  | 15     | 10 juli 2013     |

Er zijn ook wekelijks vier extra levels, waarvan de score wordt samengeteld. Dit vormt de totale score waarmee de speler een plaats krijgt tegenover zijn of haar Facebookvrienden. Met een top 3-plaats zijn er extra mogelijkheden en krachten voor de vogels te winnen.

## Platforms
| Jaar | Platform                             |
| ---- | ------------------------------------ |
| 2012 | Browser                              |
| 2013 | Android, iPad, iPhone, Windows Phone |

1. ↑  (en) Martin SFP Bryant, Rovio's Angry Birds Friends is Coming to Android and iOS. TNW (3 april 2013). Geraadpleegd op 15 februari 2024.